# Gravity Falls
Gravity Falls er en amerikansk komedie- og actionpræget tegnefilm, produceret ved Disney Television Animation af Alex Hirsch. Den fik premiere d. 29. juni 2012 i USA og d. 9. november 2012 i Danmark. Serien er skrevet af Alex Hirsch, Michael Rianda, Tim McKeon, Aury Wallington og Zack Paez. Den er instrueret af John Aoshima, Aaron Springer og Joe Pitt. Der er to sæsoner af serien der i USA sendtes  fra 2012 til 2016.

## Handling
Serien handler om de 12-årige tvillinger, Dipper og Mabel Pines som bliver sendt på sommerferie til den lille by, Gravity Falls i Oregon, ud til deres grandonkel, Stanford Pines (som de vælger at kalde Grunkel Stan). Han bor i og driver den lokale turistfælde, Mysterie-Hytten.
Der er noget mystisk omkring alt og alle i byen, og da Dipper finder en bog, gemt i et træ i skoven, som forklarer ham noget om alt det mystiske der sker i byen, starter eventyret. Lidt efter støder tvillingerne på de mange mærkelig væsner, og tager kampen op mod det overnaturlige.

## Personer
Dipper Pines (Jason Ritter) er den ene af de 12-årige tvillinger. Han er bror til Mabel og grandnevø til Stan. Hans rigtige navn er ikke Dipper, men Mason. Han er den kloge af tvillingerne, og selvom han stadig går i folkeskole, kan kan løse avancerede ligninger som er højere end gymnasie-niveau. Han er klog, nysgerrig, venlig og opfindsom. Han er opsat på at opklare alle mysterier i Gravity Falls, inden sommeren er omme, samtidig med at han vil vinde Wendys hjerte og finde ud af hvem der skrev dagbogen han fandt i skoven.
Han bærer oftest en blå kasket med et blå grantræ, en lys, rød t-shirt, en mørkeblå vest, et par grå shorts og sorte sko. Han har et modermærke på panden som ligner Karlsvognen, hvilket er grunden til at han bliver kaldt Dipper.
Mabel Pines (Kristen Schaal) er søster til Dipper og grandniece til Stan. Hun er social, entusiastisk, optimistisk, energisk og fjollet. Hun er desperat efter en kæreste hele første sæson og frem til syvende episode af sæson to (hvor hun opgiver og forsøger at slette sine minder i stedet). Mabel er født fem minutter før Dipper og mener at det er derfor hun er mere moden. Hun er super kreativ og knitrer selv alle hendes sweaters - det tager hende cirka en halv dag at knitre en. Hun ejer en gris som hedder Vralte, og han halder ham sin sjæleven.
Stanley Pines (Alex Hirsch) er Dippers og Mabels grandonkel. Han ejer turistfælden Mysterie-Hytten i Gravity Falls, og bor i den. Han har fire medarbejdere: Soos Ramirez (Alex Hirsch), som er hans håndværker, Wendy Courduroy (Linda Cardellini), som slapper af ved kassen og Dipper og Mabel som hjælper til, når de ikke er på monsterjagt. Stan er sjov, muggen, grådig mystisk og er fantastisk til at improvisere/lyve. Han afviser alle rygter om monstre i den lille by i hele den første sæson, men i starten af sæson to, efter at havde reddet tvillingerne fra en flok zombier, indrømmer han, at han altid har kendt til det overnaturlige.Stan har ikke ligefrem en ren straffeattest. Han har været i fængsel med Dipper og Mabel for at have hvidvasket penge, han har været i fængsel i Columbia af ukendte årsager, han er blevet bandlyst fra alle lufthavne efter at prøve at få regeringen til at fjerne Soos fødselsdag fra alle kalendere og han er blevet smidt ud af Las Vegas efter at havde gjort flere sære ting, som for eksempel at gifte sig med en mekanisk guldgraver.
Jesus "Soos" Alzamirano Ramirez (Alex Hirsch) Er en 22-årig håndværker og månedens ansatte i Mysterie-Hytten. Han er Dipper og Mabels bedste ven i Gravity Falls og de betragter hinanden som familie. Han er en meget langsomt-opfattende, fjollet og rar person. Han tænker på Stan som hans rollemodel og far, da hans rigtige far ødelagde hans tolvårs fødselsdag ved ikke at gide komme de sidste otte år. Soos elsker at at arbejde i Mysterie-Hytten, og har arbejdet der siden han var tolv - i ti år. Soos er meget genert når det kommer til at date. Han brugte engang et videospil til at øve sig, men pigen deri var forbandet og blev foresket i ham, hvorefter hun besatte mekaniske dyr for at prøve at dræbe den pige som han havde fået en date (Melody) med imens. Han video-chatter stadig med pigen.
Wendy Courduroy
Wendy arbejder i Mysterie-Hytten som kassedame. Hun bruger det meste af sin arbejdstid på at sms'e, læse blade eller hænge ud på taget. Mabel, Dipper, Stan og Soos er alle hendes venner, og hun elsker at bruge sin tid ammen med dem. Hun ved godt at Dipper er forelsket i hende, men hun taler ikke med han om det før anden episode i sæson to, Into the Bunker, hvor Dipper tror hun er druknet og fortryder at han aldrig nåede at fortælle hende det. Da de kommer ud af bunkeren igen, efter at Wendy sloges med en formskifter, taler de om det på et væltet træ og bliver enige om at blive ved med bare at blive med med at være venner.

## Danske stemmer
Skuespillere, der lægger dansk stemme til de forskellige roller:
- Dipper - Andreas Berg Nielsen
- Mabel - Julie Agnete Vang
- Gronkel Stan - Bjarne Antonisen
- Soos - Brian Lykke
- Wendy - Kaja Kamuk
- Godson, Kamuflage Kaj, m.fl. - Simon Nøiers
- Bill Cipher, Robby, Manly Dan, Agent Powers m.fl. - Jon Lange
- Gamle McGucket - Benjamin Kitter
- Sherif Blob m.fl. - Michael Elo
- Vicesherif Durland m.fl. - Sigurd Holmen Le Dous
- Candy m.fl. - Signe Vaupel
- Statistikator m.fl. - Sonny Lahey
- Gronkel Ford - Lars Thiesgaard
- Sanger - Kenny Lübcke
- gideon - Simon Nøiers

## Koder
Gravity Falls er fyldt med mysterier som hovedpersonerne kan opklare, men der er også nogle for os som ser det. Faktisk er der selv gemte billeder i introsangen, serien, rulleteksterne og online..
De forskellige koder som der er blevet brugt er:
- Caesar Cipher
- Atbash Cipher
- A1Z26
- Forskellige symboler
- Vigenère cipher